# Municipio de Milton (Illinois)
El municipio de Milton (en inglés: Milton Township) es un municipio ubicado en el condado de DuPage en el estado estadounidense de Illinois. En el año 2010 tenía una población de 117 067 habitantes y una densidad poblacional de 1.281,46 personas por km².

## Geografía
Según la Oficina del Censo de los Estados Unidos, el municipio tiene una superficie total de 91.35 km², de la cual 88.98 km² corresponden a tierra firme y (2.59%) 2.37 km² es agua.

## Demografía
Según el censo de 2010, había 117067 personas residiendo en el municipio de Milton. La densidad de población era de 1.281,46 hab./km². De los 117067 habitantes, el municipio de Milton estaba compuesto por el 83.65% blancos, el 4.78% eran afroamericanos, el 0.23% eran amerindios, el 6.85% eran asiáticos, el 0.02% eran isleños del Pacífico, el 2.38% eran de otras razas y el 2.09% pertenecían a dos o más razas. Del total de la población el 7.83% eran hispanos o latinos de cualquier raza.